# Huanta
Huanta es una ciudad peruana capital del distrito y de la provincia homónimos en el departamento de Ayacucho. Está situada a 2627 m s. n. m. Por su clima cálido templado es conocida como "La esmeralda de los Andes".
Es la segunda ciudad más poblada del departamento luego de la capital, Ayacucho, con un población aproximada para 2015 de 35 429 hab. Esta ciudad constituye el nexo principal entre dicha ciudad y la región del VRAEM.

## Símbolos

### Escudo
Este escudo fue entregado a la ciudad de Huanta el 22 de febrero de 1821. Por el Virrey La Serna, fue el último que se entregó en el Perú y sus antecedentes se dieron desde los primeros tiempos de la colonia, pues tal como indica el documento fue concebido por “los servicios anteriores y siendo notorios los que de presente han practicado con la virtuosa ocupación de sus habitantes debido a estos últimos servicios y a la fidelidad mostrada se le concedió el título de “Fiel e Invicta Villa de Huanta” y el uso del escudo de armas de su clava y escudo y en él, un castillo blanco coronado de laurel sobre un monte y los dos ríos principales que circunden y riegan el territorio con el monte “Jamás Desfalleció”. De esta forma expreso el Virrey el reconocimiento a la ciudad de Huanta, la cual fue un bastión frente a los movimientos independentistas durante el siglo XIX, incluso una vez acabado el poder real.

### Himno
HUANTA, HUANTA, tu nombre es sagrado,
Cuna de grandes acontecimientos
Tierra, donde la historia se escribe con sangre,
Y ¡ LOS HUANTINOS MUEREN DE PIE Y NO DE RODILLAS
HUANTA, Tierra de hombres ilustres,
Que hace honor a Ayacucho y al Perú.
Con su bravura e inteligencia,
Hacen la historia, a la nueva generación.
II
HUANTA, esmeralda de los Andes,
Jamás desfalleció, cuna gratuidad
Educación Perú y los 8 periodistas
Ganar o la verdad en Uchuragay
III
HUANTA, tu nevado RAZUWILLKA vigilante, y sus
Cinco lagunas riegan su valle ESMERALDA, sus
Regiones: Costa, Sierra y Selva, produce la
MADRE NATURALEZA LA RIQUEZA PARA ELMUNDO.
IV
HUANTA, siempre adelante y vigilante,
Llevando la ANTORCHA DE LA LIBERTAD,
Ofrenda su vida, cuando la patria está
En peligro y defiende su soberanía

## Historia
En 1833, Agustín Gamarra, Miguel de San Román, Pedro Bermúdez y Juan Crisóstomo Torrico, pelearon contra los Iquichanos en este mismo lugar. En 1857 Pedro Díez-Canseco, peleó con los revolucionarios vivanquistas huantinos. En 1896, el Mariscal Oscar R. Benavides, peleó con los Iquichanos sublevados por el impuesto a la sal, cuando ostentaba aún el grado de Teniente en el batallón Callao en la Expedición comandado por el Coronel Domingo J. Parra.
En 1969 en Huanta se dio un levantamiento a raíz de la aplicación de un decreto, que establecía que los alumnos que desaprueben un curso como mínimo tenían que pagar la suma de cien soles oro de abril a diciembre. Esta rebelión campesina y estudiantil se acabó con una cifra elevada de muertes.
En los años 1983 y 1984 Huanta fue el escenario de enfrentamientos entre las Fuerzas Armadas y el grupo terrorista Sendero Luminoso.

## Demografía

### Núcleos de población
- Huantachaca. Lugar donde se libró, el 27 de marzo de 1857, una batalla, entre las fuerzas del general Pedro Díez-Canseco y los revolucionarios huantinos, que se sublevaron contra el gobierno del mariscal Ramón Castilla a favor del General Vivanco, a las órdenes del teniente coronel José Antonio Hernando, donde después de una feroz resistencia, los revolucionarios huantinos fueron derrotados.

- Callqui. Parapeto y fortaleza natural de los famosos y temibles montoneros iquichanos, histórico lugar donde se planearon, para las invasiones a la población de Huanta, contra los intolerables abusos de las autoridades políticas de la provincia, escenario donde se oyeron los primeros escalofriantes detonaciones de las primeras balas en señal de rebelión y el estrépito de la caballería de los iquichanos y el eco marcial de los tambores y cornetas que hacían temblar de miedo a los habitantes de la ciudad, haciendo presagiar terribles tragedias de luto y llanto.

- Puntulchara. Estas gradientes y empinadas faldas, ofrece una vista sugestiva y panorámica con su grandiosa vegetación, es uno de los lugares más valiosos y pintorescos de Huanta, que representa una verdadera reliquia histórica y un orgullo para los huantinos, pues aquí los bravos y valientes Iquichanos, pelearon como fieras en diferentes épocas, midiendo con orgullo sus toscas y primitivas armas, que empuñaron con indescriptible valor y heroísmo con las poderosas fuerzas militares, encabezados por los más notables militares veteranos de nuestra independencia, que después llegaron a la Presidencia de la República con los grados de Generales y Mariscales.

- Iquicha Tierra donde nació y se encuentra sepultado en el altar mayor de su iglesia el famoso caudillo indígena General José Antonio Navala Huachaca, calificado por escritores nacionales con el título de “Rebelde Iquichano”, por pretender restaurar el régimen colonial y el gobierno de los Virreyes de Lima. San José de Iquicha, fue ocupado después de los más encarnizados combates por el general Francisco de Vidal, el sanguinario coronel Juan Bautista Cartagena, el coronel Manuel Lopera y el Comandante Gabriel Quintanilla, por ser la cuna de los bravos y feroces Iquichanos, que invadieron en reiteradas veces la ciudad de Huanta y Huamanga, al sublevarse contra los gobiernos de 1826, 1828, 1833 y 1839. Fue también motivo de varias incursiones subversivas durante la década de los 80. Actualmente es centro poblado menor cuyos habitantes han cambiado sus armas por herramientas de trabajo apostando por el desarrollo de las comunidades alto andinas de la provincia de Huanta.

- Uchuraqay. Testigo de dos hechos históricos, primero el 25 de marzo de 1828 se realizó una encarnizada batalla entre las fuerzas del Comandante Gabriel Quintanilla, auxiliado por las fuerzas del General Francisco de Vidal y los aguerridos iquichanos, a las órdenes del General José Antonio Navala Huachaca, resultando derrotados las fuerzas del General Huachaca, después de una feroz resistencia, con numerosos muertos, heridos y prisioneros, entre ellos el hermano del General Huachaca. Y también es testigo mudo de la masacre de los periodistas Jorge Sedano de “La República”, Amador García Yunque de la Revista “Oiga”, Pedro Sánchez Gavidia y Eduardo de la Piniella Paola de “El Diario Marka”, Willy Retto Torres y Jorge Luis Mendivil Trelles de “El Observador”, Octavio Infante García y Félix Gavilán Huamán de “Noticias” de Ayacucho, hecho que se produjo el 26 de enero de 1983, por esta razón Uchuraqay con justa razón ha sido declarado recientemente por la Municipalidad Provincial de Huanta como “Cuna de la Verdad y de los Mártires del Periodismo Nacional”.

- Puente de Ayawarcuna. Es de cal y piedra construido en el año de 1771 por disposición del Corregidor y Justicia Mayor de San Pedro de Huanta don Domingo Encalada y Torres, en este puente ubicado entre la carretera de Huanta a Ayacucho, los aguerridos Pokras, antecesores de los bravos y valientes Iquichanos degollaron y colgaron a los tenientes del Inca Viracocha aproximadamente en el año de 1324; de ahí el nombre de Ayawarcuna, que significa en quechua lugar donde se cuelgan cadáveres.

- Meseta de Yanallay. Es célebre dentro de las páginas de la historia de Huanta e historia nacional, donde el memorable 15 de noviembre de 1839, se firmó el famoso e histórico acta o convenio de Yanallay, entre el gobierno y los guerrilleros Iquichanos, siendo representado el primero por el comandante General Manuel Lopera y el Comandante iquichano Tadeo Choqe, en representación del gran caudillo General José Antonio Navala Huachaca, quienes después de 18 años de haberse proclamado la Independencia del Perú, se comprometieron formalmente a deponer las armas para siempre contra el gobierno y respetar las leyes de la Nación.

- Huayllay. En la actualidad es un centro poblado con características netamente andinas, de estrechas callejuelas, en cuyas alturas se encuentran las famosas minas de Qollqe Huichqana y Qoriwillca, que fueron trabajadas por los españoles y portugueses en siglos pasados, por ser ricas minas de plata, oro, cobre y plomo. La leyenda cuenta que en la parte superior del poblado existe una laguna hembra, que tiene la forma del número ocho, cada vez que se acercan los hombres, se enfurece y sus aguas lo atraen llevándoselo hasta sus profundidades para siempre. El Templo de Huayllay, posee una sola torre, donde se encuentran cuatro hermosas campanas, la más antigua de ellas fue elaborado por Miguel Orozco el Campanero, empleando la grasa de una mujer virgen, para que tenga un mejor tañido cada vez que la toquen.

- Huayhuas. En este lugar situado entre la carretera Huanta-Ayacucho, el 13 de noviembre de 1883, se libró una feroz y encarnizada batalla de seis horas, desde las dos de la tarde, entre las fuerzas invasoras chilenas del Coronel Urriola y los valientes “Cholos Montoneros Huantinos”, quienes a pesar de la lobreguez de la noche, continuaron peleando con los chilenos, en toda el abra de Huayhuas con tanta ferocidad que hasta no pudieron emplear sus armas, se batían cuerpo a cuerpo, degollándose con los dientes, como unas fieras enfurecidas y golpeándose con las culatas de su fusiles, huyendo los chilenos espantados y maltrechos hacia el puente de Warpa, siendo ferozmente perseguidos por los terribles y enfurecidos “Cholos Montoneros Huantinos”, haciéndoles tragar el polvo de la derrota en todo el trayecto.

- Macachacra. Capital del distrito de Iguaín, donde el 22 de marzo de 1857, se libró otra batalla durante tres horas, entre la Expedición Pacificadora del Centro, al mando del Coronel Pedro Díez-Canseco, para vengar la muerte del Prefecto del departamento de Ayacucho Manuel Benavides Bermúdez y los revolucionarios huantinos, quienes fueron derrotados y perseguidos hasta los barrios de Huantachaca y Cinco Esquinas de la ciudad de Huanta, la población fue tomada a sangre y fuego.

El local municipal de Iguaín, ubicado en la Plaza Principal de Macachacra fue ocupado en 1987 por los efectivos militares, siendo objeto de ataques por los subversivos en reiteradas ocasiones. Es el único distrito que ha tenido la irreparable perdida de tres de su Alcaldes Distritales: Víctor Cordero López (1984), Andrés Porras Mallqui (1987) y Sergio Canales Nalvarte (1988).
- Huamanguilla. Es la capital del distrito del mismo nombre, considerada como la “Primera Huamanga”, su fundación española se realizó el 9 de enero de 1539 con el nombre de “San Juan de la Frontera”, a cargo del Capitán Alonso de Alvarado por mandato de l Conquistador don Francisco Pizarro y al retirarse dejó en reemplazo al Capitán Francisco Cárdenas; pero por disposición de su Cabildo el 25 de abril de 1540, el gobernador Vasco de Guevara la trasladó al valle de Pucaray, actual sitio donde se encuentra la ciudad de Ayacucho.

En Huamanguilla nació el célebre y aguerrido héroe de la Guerra del Pacífico y combatiente de la heroica Campaña de la Breña Coronel Mariano Sosa Lozano.
- Luricocha. Es la capital del distrito del mismo nombre, su etimología deriva de las palabras quechuas: ruri, loro y qocha laguna, que equivale a decir laguna de loros, en los albores de la colonia asolo a este pueblo una epidemia que empezó a diezmar a la población. Alrededor de aquellas epidemias que asolaron el pueblo Luricochano, corre la tradición de que ellas fueron el castigo o la ira de Dios, a causa de una matrona rica y poderosa del pueblo de Luricocha, llamada Tomasa Casa y Cadena, quien había flagelado al cura de la parroquia, porque este había ingresado al templo a celebrar la misa sin la presencia de la matrona, que lo hacía cotidianamente.

En esta villa, nació el notable hombre público, eminente jurista, parlamentario, periodista y escritor Dr. José Salvador Cavero Ovalle, quien llegó a ser primer Vicepresidente del Perú.

## Clima
| Parámetros climáticos promedio de Huanta | Parámetros climáticos promedio de Huanta | Parámetros climáticos promedio de Huanta | Parámetros climáticos promedio de Huanta | Parámetros climáticos promedio de Huanta | Parámetros climáticos promedio de Huanta | Parámetros climáticos promedio de Huanta | Parámetros climáticos promedio de Huanta | Parámetros climáticos promedio de Huanta | Parámetros climáticos promedio de Huanta | Parámetros climáticos promedio de Huanta | Parámetros climáticos promedio de Huanta | Parámetros climáticos promedio de Huanta | Parámetros climáticos promedio de Huanta |
| Mes                                      | Ene.                                     | Feb.                                     | Mar.                                     | Abr.                                     | May.                                     | Jun.                                     | Jul.                                     | Ago.                                     | Sep.                                     | Oct.                                     | Nov.                                     | Dic.                                     | Anual                                    |
| ---------------------------------------- | ---------------------------------------- | ---------------------------------------- | ---------------------------------------- | ---------------------------------------- | ---------------------------------------- | ---------------------------------------- | ---------------------------------------- | ---------------------------------------- | ---------------------------------------- | ---------------------------------------- | ---------------------------------------- | ---------------------------------------- | ---------------------------------------- |
| Temp. máx. media (°C)                    | 23.6                                     | 23.2                                     | 23                                       | 24                                       | 24.2                                     | 23.5                                     | 23.2                                     | 24.1                                     | 24.5                                     | 25.4                                     | 25.9                                     | 24.4                                     | 24.1                                     |
| Temp. media (°C)                         | 16.7                                     | 16.5                                     | 16.3                                     | 16.3                                     | 15.3                                     | 13.9                                     | 13.9                                     | 14.9                                     | 16.1                                     | 17.2                                     | 17.4                                     | 16.8                                     | 15.9                                     |
| Temp. mín. media (°C)                    | 9.8                                      | 9.9                                      | 9.6                                      | 8.7                                      | 6.4                                      | 4.4                                      | 4.7                                      | 5.8                                      | 7.7                                      | 9                                        | 9                                        | 9.3                                      | 7.9                                      |
| Fuente: Climate-data.org                 |                                          |                                          |                                          |                                          |                                          |                                          |                                          |                                          |                                          |                                          |                                          |                                          |                                          |

## Economía
Huanta es una plaza comercial a la que afluyen buen número de comerciantes de otras ciudades del País, principalmente de Huancayo, a comprar los productos de la provincia, así como también Huanta depende económicamente de la agricultura.
El Vraem(Sivia, San Francisco) usa Huanta como puente comercial de los productos como el cacao, café y frutos tropicales que se trasladan hasta los diferentes mercados del departamento de Ayacucho y en ocasiones también se deriva estos productos a las ciudades de Huancayo y Lima, sobre todo en el caso de café y cacao.

## Educación
- I.E.E González Vigil. Es  la institución más antigua de Huanta siendo la más representativa y emblemática, siendo representativo el edificio central en donde se emplazaba, es la única institución que es considerada como gran unidad incluso por decreto presidencial fue en los años 2010 ya habiendo cumplido sus bodas de diamante el año 2009 habiendo sido benecifiada por el Gobierno Peruano como "Institución referencial y emblematica de la región de Ayacucho" de esta institución podemos mencionar que es la más importante el último siglo al ser cuna de la representación de la ciudad, sin olvidar los enfrentamientos deportivos con la gran unidad Mariscal Cáceres de Huamanga y San Ramón de la misma además de los colegios como el Ricardo Bentin de Lima, en el movimiento estudiantil-campesino de los años "69 por el problema y discusión de la nota 11 el González Vigil fue la institución emblema de la lucha,a estos años ya se acerca cumpliendo ya sus centenario con la mejor infraestructura de la región y una cada vez mayor calidad estudiantil y del profesorado.
- I.E.E. María Auxiliadora de Huanta (Primaria y secundaria)
- I.E.E. "San Ramon" (Primaria)

- I.E.P San Alfonso. Institución dirigida por la Congregación de Padres Redentoristas creado por el padre Fermín (enfermín).
- Universidad Nacional  Autónoma de Huanta fue creado por la ley 29658 . La universidad es conocida como la universidad del Vraem y de la integración interregional de los Andes
- I.E.P Federico Lehnhoff. Institución en inicial primaria y secundaria

## Patrimonio

### Patrimonio histórico monumental

#### Centros arqueológicos
- Yacimiento Arqueológico de Azángaro. La arqueóloga canadiense Martha Anders, en 1978-79 desplegó una tesonera y científica labor, excavaciones, hallazgos de fragmentos de cerámicas y utensilios metálicos de cobre. Anders afirma que Azángaro no solamente fue un “Centro Urbano Administrativo del Imperio Wari” (siglos vi y vii), en el aspecto social, político, militar y económico, sino también fue un oráculo donde se llevaban a cabo rituales religiosos mágicos a cargo de los “Awkis”, que eran hombres viejos, sabios y depositarios de los valores culturales, quienes predecían el clima, las calamidades, las sequías y las heladas, las lluvias y las buenas cosechas para la agricultura en el valle y en las regiones aledañas; además observando la posesión de la luna, el sol y de las estrellas podían predecir el destino de los hombres, los odios, las muertes, desgracias y las guerras.

- Azángaro. Es una palabra quechua, deriva de la toponimia “Zankay”, que significa lugar de los cactos gigantes de 8 o más m de altura, que rematan en su corona de flores de color lila y amaranto, el tallo es bulbo cilíndrico, cubierto de gigantescas espinas. El yacimiento arqueológico se encuentra ubicado al oeste de la ciudad de Huanta, está situada en una extensa planicie, en los bajíos del valle en la región chawpi yunga, cerca al río Cachi-Huarpa, a 2.390 m s. n. m.

- Yacimiento Arqueológico de Tinyaq. Fue una acrópolis fortaleza, ubicado en el imponente cerro de Coronilla, cerca de Huayhuas y Macachacra, distrito de Iguaín. En él existe un sistema de pequeños fortines dispuestos en círculo, ya en la cumbre llamada “Coronilla” (a la distancia los fortines semejan una corona gigantesca colocada en el cerro). Existen 20 fortines orientados al sur, dominando Huamanguilla, y 12 orientados al norte, dominando Huayhuas y Huanta. Los fortines son rectangulares con muros de piedra labrada y barro, de unos 6 m de largo por 3,5 m de ancho. Se notan ventanas frontales y una pequeña entrada lateral a cada fortín, de unos 8 dm de alto por 6 dm de ancho. La tradición pueblerina cuenta que en cada eclipse de Luna (Quilla huañui) se oyen en las entrañas del cerro música marcial de pututos y tinyas (tamborines), ruidos de choques de armas, aclamaciones de victorias guerreras, cantos y danzas de los “gentiles”.

- Yacimiento Arqueológico de Allcuhuillca. Se encuentra al sur de la ciudad de Huanta, la cumbre de este gran cerro es extensa y plana, donde existen pequeñas construcciones circulares. Llama la atención dos fortines, uno llamado Incaraqay, que domina el valle de Huanta, es de forma rectagunlar, tiene 60 m de largo y 40 m de ancho, sus muros de piedra son de 1 m de ancho. Y el otro llamado Molinuyoc, se ubica en el sur a 2 km del anterior.

- Yacimiento Arqueológico de Molinuyoq. Se ubica en el sur a 2 km del yacimiento arqueológico de Allcuhuillca, tiente 80 m de largo y 30 de ancho, también de forma rectangular; desde el lugar se domina Pacaycasa y Wari. Dentro de este recinto se nota la existencia de una fuente de agua con dos plantas megalíticas circulares de aproximadamente 1.5 m de diámetro junto a ella, esas losas son semejantes a las de un molino hidráulico (de ahí el nombre). Los investigadores explican la existencia de agua en plena cumbre del cerro, por las filtraciones desde las alturas de Huamanguilla, que actuarían de manera de vasos comunicantes, debido a que esta cumbre esta en el mismo nivel. La podemos visitar entre la carretera Huanta-Ayacucho, a la altura de la comunidad de La Vega.

- Complejo Ciclópeo de Laupay. Se ubica en la comunidad del mismo nombre, distrito de Santillana, a 4308 m s. n. m.; es un inmenso bosque de piedras con diversas figuras de seres humanos, animales, plantas y objetos cada una de ellas con un propio nombre, ocupa una extensión de más de 20 ha entre las faldas del cerro Laupay-orqo y las cumbres de las cordilleras Ichictinca y Llaqtapunta. La tradición cuenta que “los animales de la zona selva del Río Apurímac se propusieron poblar el extenso y fértil valle de Huanta, lo cual lo deberían efectuar en una sola noche, pero el éxodo masivo fue sorprendido en el lugar de Laupay-huayqo, quedándose petrificados todos los seres provenientes de la selva, por desafiar al destino, al no haber cumplido la hazaña propuesta de llegar a la Esmeralda de los Andes, cayéndoles el castigo divino”, existen otras singulares tradiciones sobre el origen de los seres petrificados de Laupay.

- Cóndor de Sinuarpampa. Es una figura ciclópea (piedra natural) que se encuentra en la comunidad de Pucacolpa, zona norte del distrito de Ayahuanco, la tradición refiere que un hombre ambicioso al tratar de sacar el abundante oro que se encuentra escondido bajo tierra en dicho lugar, quedó convertido en piedra con la forma de un cóndor, junto a los tesoros enterrados existe un toro de oro que duerme protegiéndolo celosamente por siglos; en dicho lugar la única planta que crece es la “Machamacha”, cuyo fruto de sabor al pepinillo al consumirlo hace que las personas se emborrachen y arrojen sangre por la boca hasta morir.

#### Arquitectura civil
- Museo Municipal “Ricardo E. Urbano”. Posee una gran atracción turística por la valiosa colección de nuestro pasado histórico. Fue fundado en 1902 por el intelectual huantino don Ricardo Emilio Urbano Baluarte, actualmente el centenario museo a lo largo de sus más de 100 años de existencia ha sido implementado con mucho cuidado, conservando los diversos objetos de incalculable valor histórico y cultural.

- Palacio Municipal. Se inició su construcción el 29 de octubre de 1894, siendo Alcalde del Concejo Provincial don Miguel Elías Lazón (hijo), en el mismo sitio del antiguo Cabildo colonial conocido como la “Morada de los Corregidores”, recién en 1911 el arquitecto sacerdote redentorista francés José María Porret ejecuta personalmente la colocación y remache de las planchas de calamina, convirtiéndose la ciudad de Huanta en ese entonces en poseer el primer edificio moderno techado con calaminas en todo el departamento. En 1827 el cabildo fue incendiado por los Iquichanos, quemándose toda la valioso documentación de su fundación y otros de la época colonial.

En el Cabildo Municipal el 16 de diciembre de 1856 los huantinos Vivanquistas liderado por Antonio Hernando suscribieron el “Acta de Huanta” declarándose contra la Constitución de don Ramón Castilla, quien para sofocar la revolución envió la “Expedición Pacificadora del Centro” al mando del General Pedro Díez-Canseco, que derrotó a los insurrectos, cometió abusos con la población, como fusilamientos, saqueo y la tortura de los prisioneros. Se ensañaron cobardemente con la Srta. Lucía Hernando, quien fue vejada y azotada cruelmente en la Plaza de Armas de Huanta por los partidarios de Castilla, al no delatar a los comprometidos en la Revolución, y por negarse a indicar donde habían ocultado las armas y documentos.
- Casona y Portal Iguaín. Ubicada en la plaza de principal de la ciudad de Huanta, entre la esquina del jirón Rasuhuillca y avenida Mariscal Castilla. Donde el 21 de noviembre de 1800, nació el fogoso y valiente General José Félix Iguaín, prestigioso y activo militar, elocuente orador parlamentario y primer diputado por Huanta.

La casona fue utilizado como Cuartel del Batallón Callao de la expedición Pacificadora del Coronel Domingo J. Parra, quien llegó a esta ciudad el 2 de noviembre de 1896, a combatir a los “Cholos Montoneros Huantinos” que se sublevaron contra el Estando de la Sal; donde el entonces Teniente Oscar R. Benavides, que pertenecía a este Batallón, prestaba sus servicios de Centinela en la puerta del zaguán de esta Casa que da a la Av. Mariscal Castilla. Benavides fue más tarde Presidente y Mariscal del Perú.
- Casa de la Familia Vega. Está situada en la primera cuadra del Jr. Miguel Untiveros, en esta casona el memorable día del 22 de agosto de 1824 se hospedó el Libertador don Simón Bolívar y su Estado Mayor, cuando se encontraba de paso a la ciudad de Ayacucho, conduciendo su victoriosa caballería en persecución de la caballería realista del general Canterac.

- Casa de don Miguel Untiveros. Está ubicada en la segunda cuadra del Jirón Untiveros, antes fue propiedad de doña Alminda Lazón, durante la Revuelta de la Sal, fue ocupado el 2 de noviembre de 1896 por el Regimiento Carabineros de Torata Nº 3 de la División Expedicionaria del Coronel Domingo J. Parra, el regimiento lo conformaban 230 soldados a órdenes del Coronel Ernesto La Rosa, quien dispuso el fusilamiento de varios comandantes montoneros entre ellos Lorenzo Gonzáles de Culluchaca y José Pancorbo de San José de Secce.

- Casa de Gervasio Santillana. Posteriormente fue propiedad de la Familia Farach, donde el 6 de febrero de 1853, nació el Capital de Navío Gervasio Santillana Álvarez, héroe del Combate de Angamos, donde se inmortalizó el Almirante Miguel Grau. Se encuentra situada en la segunda cuadra del Jr. Santillana.

- La Posada del Marquez. Fue propiedad de don Enrique Bedoya, actualmente es de la familia Ferrúa-Orrego, esta hermosa casona posee dos ingresos la principal es por la primera cuadra del Jr. Sáez Peña y la otra por la segunda cuadra de la Av. Mariscal Castilla.

- Estadio Municipal de Huanta. Fue construido en 1974 e inaugurado al año siguiente, convirtiéndose en testigo de un sinnúmero de eventos deportivos, hasta que la Infantería de Marina estuvo acantonada en esta lugar entre 1983 e inicios de 1985, de acuerdo a los testimonios recogidos por la Comisión de la Verdad y Reconciliación (CVR), de las personas que estuvieron detenidas en esta base, indicaron que funcionaba un centro clandestino donde se torturaba y ejecutaba a los recluidos bajo sospecha de terrorismo. El Jefe del destacamento de Infantería de Marina en el estadio, en agosto de 1984, era el Capitán de Corbeta Álvaro Artaza Adrianzén, conocido como el “Comandante Camión”. El 2 de agosto de 1984 ingreso al Estadio el periodista Jaime Ayala Sulca, corresponsal de La República, y nunca volvió a saberse de su paradero al igual que cientos de personas.

- Caverna de Pacha-punya. Está ubicado en la cima del cerro del mismo nombre, en cuya cúspide está plantado el “Calvario” patrón de la villa de Luricocha, es un cementerio antiguo donde se encuentran restos arqueológicos y momias, que los brujos de esta región utilizan para hacer daño empleando para el efecto piezas de ropa interior de sus enemigos con los cuales visten a las momias, hecho que le produce la enfermedad conocido con el nombre de “Aya” (cadáver) y sus derivados aya-pincha, aya-huaspe, aya-huaira, ccaycca, etc.

#### Arquitectura religiosa
- Iglesia matriz de Huanta. Edificación toda de cal y piedra, donde tiene lugar una emotiva ceremonia en Semana Santa. Tiene un pintoresco parque lleno de palmeras y árboles.
- Capilla de la Virgen de la Asunción. Ubicada en el Parque de Los Héroes, es el primer templo colonial que se construyó en la ciudad de Huanta, en el año de 1560, por los primeros fundadores españoles, fue edificada 139 años antes que la Iglesia Matriz de esta ciudad, en honor a la Virgen de La Asunción o “Mamacha Asunta”, declarada Patrona del primer Hospital de Huanta, su festividad es del 8 al 15 de agosto de cada año. Inicialmente el templo poseía dos esbeltas torres, solamente queda la hermosa arquería de piedra artísticamente labradas en la puerta del templo, cuenta en el interior con ornamentaciones talladas en piedra labrada. Una de las campanas fue traslada al Colegio González Vigil.

- Capilla de la Virgen del Rosario. Es una hermosa reliquia colonial, dedicada a la Patrona de Huanta, la Santísima Virgen del Rosario, es la segunda que se edificó en esta ciudad, por disposición del Párroco Blas Hernando en el año de 1754, 45 años antes de que se construyera el Templo Matriz. Está construida de piedra labrada, cal y ladrillo, tiene una sola nave, en forma de cruz, en el frontispicio se lee esculpido en granito la efigie de la Virgen del Rosario y la del sacerdote Blas Hernando, arrodillado, con las manos juntos en actitud de suplica. La podemos visitar en la segunda cuadra del Jr. Rasuhuillca.

- Templo de San Pedro o Matriz de Huanta. Durante casi un siglo arquitectos y artistas convocados de los lugares más distantes de la colonia se unieron en una titánica labor de edificar el Templo de San Pedro. Sus dos hermosas torres fueron construidas en los albores del siglo XX, la del lado izquierdo es la más antigua, su construcción se inició en 1709 y la otra en 1774 la que se concluyó en 1920. Su cúpula se concluyó en 1815.

- Templo del Sagrado Corazón de Jesús. Conocido como el Convento de los Padres Redentoristas, el 30 de junio de 1905 fue colocada la primera piedra, con la advocación del sagrado Corazón de Jesús, Patrón del Convento, con la bendición del Monseñor Manuel maría cano, se construyó bajo la técnica dirección del arquitecto francés Padre José María Porret; la bendijo el mismo Monseñor Fidel Olivas Escudero en 1924, está hecho de piedra, cal y ladrillo, consta de una sola torre de 27 metros de alto, con cuatro melodiosas campanas, que se tocan con poleas, las que fueron traídas por los Padres redentoristas desde Francia y colocadas en 1927. Se halla en la séptima cuadra del Jr. Ayacucho.

- Santuario del Señor de Maynay. Lleva este nombre en honor a la venerada y milagrosa imagen del Cristo Crucificado, está situada en el pago de Maynay, inicialmente fue edificado una capilla en 1812, por la piedad y el fervor religioso de don Melchor Palomino, natural del pago de Pampachacra y por el español don Antonio Cárdenas. Y en 1996 se concluyó la edificación del moderno Santuario, a donde concurren miles de fieles a implorar a la imagen del Señor de Maynay, que se encuentra acompañado por la Virgen María, Magdalena y San Juan. En este Santuario también se venera a la Santísima Virgen Madre y Reina de Paz.

- Templo del Señor de la Ascensión. Edificado en el Parque Gervasio Santillana, del barrio de la Alameda, por los arrieros y comerciantes huancaínos asentados en la ciudad de Huanta, por el año de 1914.

- Capilla de Cedrocucho Se ubica en el barrio del mismo nombre, precisamente en la cuarta cuadra del Jr. Arica. La imagen del Señor de Cedrocucho es solamente el rostro de Cristo, la que es venerada con devoción por los vecinos del citado barrio en los primeros días del mes de mayo, en competencia con la de Cruz Verde, contratan las mejores orquestas vernaculares y sus bailarines, llamados “negritos”, los que compiten noches enteras deleitando al público con sus danzas acrobáticas, es donde también se aprecia el mayor número de castillos con fuegos artificiales. En esta capilla también se encuentra en calidad de “refugiada o desplazada” la santísima Virgen de Sillapata, patrona del distrito de Ayahuanco. Cuya festividad se celebra el mes septiembre.

- Capilla de Cruz Verde. Se encuentra a dos cuadras de la anterior Capilla, en el Jr. Córdova, barrio de Cruz Verde, sus festividades se efectúan en la misma fecha conmemorando la Fiesta de la Santa Cruz.

### Patrimonio cultural[3]

#### Gastronomía
En la provincia es posible preparar cualquier plato, simplemente porque en las fértiles tierras del extenso valle, se siembra, cultiva y cosecha muchos productos alimenticios de gran diversidad de productos alimenticios, de tal forma, que en la cocina podemos preparar ricos y deliciosos potajes, Huanta es realmente una provincia privilegiada por la naturaleza.
Los siguientes son los platos más populares en Ayacucho y Huanta
Los platos típicos son: qapchi, chicharrón, mondongo, patachi, puca picante, human caldo o caldo de cabeza, cuy chaktado, pachamanca, atajo picante, entre otros. Sus bebidas tradicionales son: chicha de jora, de molle y de siete semillas, entre otras.
En esta parte del país, la alimentación principal continúa siendo el maíz, la papa y multiplicidad de tubérculos. La carne consumida es aquella de la del cuy y otros animales.
La pachamanca es una suerte de comida regional, aunque se consume en todo el país. Su cocido se realiza bajo tierra.

##### Principales platos típicos
- Ensalada de Palta
- Atajo Picante
- Japchi
- Berros Picante
- Teqte de Arvejas
- Yuyu Picante
- Chuño Passi
- Sopa de Chuño
- Sopa de Oca verde
- Pachamanca
- Cuy frito
- Chicharrón
- Mondongo
- Mazamorra de calabaza
- Lahua(sopa a base de trigo tostado, molido grueso)
- sopa de calabaza verde
- sopa de qahuinka
- El puchero (plato típico solo en fiestas de carnaval).
- Puca picante

Bebidas y Chichas
- Siete Semillas. Conocida como la famosa "Chicha de Siete Semillas", porque su preparación es a base de siete semillas (quinua, cebada, trigo, maíz, achita (Kiwicha), haba y garbanzo) las cuales son molidas en conjunto para luego hervirlo. Es servida con ajonjolí y azúcar con mayor frecuencia en las fiestas tradicionales y patronales

- Chicha de Jora.

- Chicha de molle. Acostumbran prepararlas los lugareños en las fiestas patronales de la ciudad y los ingenieros forestales, en el mes de noviembre.

- Huarapo. Es tradicional tomarlo junto con la achitilla que viene a ser un postre elaborado a base de claras de huevo a punto nieve, azúcar y kihuicha; además lleva unas galletas muy crocantes en los bordes.

- Chicha de maní.

- Masato (Chicha de Yuca). Es una bebida preparada con la yuca sancochada y machacada, dando lugar a una masa, que la guardan en un tinajón para su fermentación, que dura como mínimo cuatro días.

Luego de este primer proceso, se añade agua y se procede a servir. Esta bebida se comparte en las faenas agrícolas o fiestas típicas.
Para su preparación, se requieren cinco kg de yuca fresca y madura, azúcar y agua. Se pelan y lavan las yucas y se cocinan en agua hirviendo.

#### Fiestas
- Carnavales (febrero o marzo: movible)
- Festival del choclo y la pachamanca (abril)
- Semana Santa (marzo o abril)
- Fiesta de las cruces y festival de la palta (mayo)
- Fiesta de Verde Cruz y Cedrocucho (mayo)
- Señor de la ascensión
- Virgen de la Asunción (agosto)
- Feria regional del Señor de Maynay (septiembre)
- Todos los santos (noviembre)
- Navidad (diciembre)

### Patrimonio natural

#### Lagunas
- Carcarcocha. Laguna de origen glaciar que se ubica en la parte más alta de la cuenca del río Huanta, en la vertiente occidental de la cumbre, a 4225 m s. n. m. Qarqarqucha, presenta una extensión 500 m de largo por 200 de ancho aproximadamente. Topográficamente, es un vaso de forma alargada, cuya cubeta es de origen glaciar donde la masa líquida está depositada sobre una roca volcánica. Con una capacidad volumétrica de 850 000 m³. Laguna cuyo escaño presenta una suave inclinación, y cuyo talud muestra una pendiente pronunciada, a razón de que está rodeada por elevadas cumbres tanto por el este, norte y por el oeste, mientras por el sur existen unas pequeñas elevaciones naturales, donde está construido el dique de material noble en la que se encuentra la válvula de escape.

Lo curioso ocurre en el borde este y norte, en algunos casos sumergido en las aguas de la laguna, se puede apreciar grandes bloques de piedra que dan indicios de haber caído de las partes altas, motivo por la que están fragmentadas, tal como si la mano del hombre hubiese intervenido a razón de que presentan cortes muy perfectas y lineales. Y junto a estas, por encima de los 4225 m s. n. m. en uno de los bordes, que está hacia el este, gracias a los microclimas que existen debido a la protección topográfica, se puede observar entre estas grandes piedras cubiertas de musgos y líquenes, abundante vegetación, que presenta un bosque natural que está conformada principalmente por el árbol denominado Quisuar (foto), a la que los pobladores y los soldados acantonados en las orillas de la laguna de Chacaqucha acuden para hacer leña.
Respecto a sus aguas, se originan debido de los deshielos y las precipitaciones que caen a su pequeña cuenca de captación. A razón de ello esta produce cierta cantidad de agua que más abajo, es uno de los inmisarios de la laguna de Chacaqocha. Según los especialistas esta laguna de Qarqarqucha tiene muchos orificios naturales, que permite la fuga de este elemento líquido hacia la laguna de Chacaqucha.
- Ichmacocha. Pequeña laguna de origen glaciar, que se encuentra justamente al pie del pico más alto de la cordillera, ubicada en la parte norte y en la misma cuenca de las lagunas de Mitoqucha y Chacaqucha. Aproximadamente mide 150 m de largo por 100 m de ancho, y se halla a 4100 m s. n. m.

Capta por intermedio dos riachuelos, las aguas que se originan debido a los deshielos que bajan de las altas cumbres que rodean tanto por el este, norte y oeste. Mientras sus aguas, que salen por medio de una bocatoma precariamente construida con piedras y barro, después de un corto recorrido son los inmisarios de la pequeña laguna de Mitoqucha, para luego llegar a la laguna más grande que el Chacaqucha.
Esta laguna, pareciera tener poca profundidad, debido a que su talud presenta una pendiente no muy inclinada. Motivo por la que en sus aguas existen plantas acuáticas que emergen desde el fondo.
- Mitococha. Está ubicada en el mismo nivel y en la zona intermedia entre las lagunas de Chacaqucha y Ichmaqucha. Su forma es alargada de 150 metros de largo por unos 60 metros de ancho. Sus aguas se originan por la afluencia de las aguas que salen de la laguna de Ichmaqucha.

- Chacacocha. Laguna de origen glaciar que se encuentra a 4095 m s. n. m., al sur de las lagunas de Ichmaqucha y Mituqucha, curiosamente en la misma cuenca, donde en un vaso conformado de roca volcánica de forma alargada, se extiende de norte a sur, con una aproximación de 1,2 km de largo por unos 600 m de ancho. Cuya capacidad es de 5 millones de m³.

Esta laguna se alimenta desde el sector izquierdo del emisarios de las laguna de Qarqarqucha, que por medio de una cascada debido al pendiente del terreno se precipita hacia esta laguna; y la otra procede de la laguna de Mitoqucha y Ichmaqucha; y por último -como producto de los últimos trabajos- recibe las aguas de la laguna de San Antonio por medio de un canal recientemente construido.
La lucha del hombre por preservar esta laguna seguramente fue desde muchos años atrás, pero de lo que se sabe, tal como nos ilustra Sánchez (1999), en 1876 la construcción del dique de la laguna de Chacacocha, estuvo cargo del Ingeniero de nacionalidad Chilena, Manuel Gamillo; en 1920 se construyen las compuertas de la laguna de Chacacocha, por gestión del parlamentario Manuel Urbina Cárdenas; en 1941 se colocan las dos válvulas en la laguna de Chacacocha, gracias a la gestión del comandante José Ferreira Milloch. Actualmente, en el sector sur de la laguna, apoyada a las pequeñas elevaciones naturales, se encuentra el muro y el dique correspondiente construido en base de material noble, que hace posible la existencia de esta laguna. En este dique está la bocatoma donde está la válvula, por donde salen las aguas de esta laguna, para luego avanzar hacia el suroeste, y después de recurrir por la zona denominada Rumiurmasca para luego en los 3500 m s. n. m., se une con los emisarios que vienen de la laguna de Pampacocha, para conformar el río Huanta.
En la actualidad esta la laguna, aparte de que está lleno de lodo como producto de la erosión que sufre sus vertientes, además sufre los efectos de la contaminación. Este último, razón de que en su extremo sur se encuentra una base militar del Ejército, que irresponsablemente arroja sus desperdicios y sus aguas servidas a la misma laguna. Y que conste, esta es una de las lagunas principales que alimenta a la ciudad de Huanta, no solo para riego, sino para consumo humano
- San Antonio. Laguna de origen glaciar, ubicado en la parte inferior del pico más alto del cerro de Razuvilca. Allá, sobre los 4100 m s. n. m., a la margen derecha del camino de herradura que se dirige hacia el valle de río Apurímac, aparece dicha laguna, que presenta una forma circular y que cuyo diámetro es aproximadamente de 100 m. Tal como podemos observar, su otrora fondo de la laguna, que tenía la capacidad de 270 000 m³, ahora permanece cubierta de lodo, a razón de que su dique y sus compuertas están destruidos y descuidados, debido a que sus aguas directamente pasan a formar parte de la laguna de Chacacoha, como resultado de la canalización construida los últimos años.

Esta laguna que presenta una amplia cuenca donde puede depositarse gran cantidad de masas agua, en la actualidad apenas deposita aproximadamente una décima parte, a razón de que la mayor parte que alguna vez fue su fondo lacustre, está cubierto de lodo y material acumulado por la erosión que se deslizó desde las laderas pendientes. Por esta razón, es urgente su limpieza para mantener viva, ya que esta laguna al igual que otras en un medio de vida para otros animales.
Esta la laguna de San Antonio, que a pesar de haber sufrido una considerable disminución del volumen de sus aguas, por las razones ya explicadas anteriormente, todavía se constituye en refugio de fauna silvestre por estar en una zona alejada. Así durante nuestra visita (2003-07) logramos observar una manada de 24 patos silvestres y una pareja del ave denominada huachua (Chloepaga melanoptera). De allí la urgencia de mantener vivas la existencia de estas masas de agua, ya que constituyen un medio de vida para la fauna silvestre
- Yanacocha. Laguna que se ubica 4200 m s. n. m., donde de forma alargada, y rodeada de accidentadas cumbres, se extiende de norte a sur, en 1200 m de largo por unos 500 m de ancho aproximadamente. Esta laguna está ubicado, similar que las anteriores, en la pendiente occidental de la cordillera, estratégicamente en un espacio rodeado de cerros, razón por la que esta presenta un escaño de fuerte declive, y por sus características, su talud es muy pronunciado hasta el fondo de la laguna.

Por su ubicación topográfica fue necesaria, para hacer uso de sus aguas, la construcción de un túnel y colocación de la válvula, en 1949, bajo la dirección del técnico Don Iván Sokolich (Sanchéz 1999), así mismo en 1955 se realizó estudios en la laguna de Yanacocha, Pampacocha, y Piscococha, y para el caso de esta laguna se concluyó la construcción de los canales colectores gracias a la gestión del parlamentario Pedro Chávez Riva (Sánchez: 1999:9). Demostrando de esta manera la capital importancia de estas, a cargo del ing. Manuel Ríos Carvajal.
Las aguas de esta laguna, que salen por intermedio de un túnel y desde luego es el principal abastecedora al río Huanta, es uno de los principales inmisarios de la laguna de Pampacocha.
Hasta finales del año 2003, estuvo alejada de la presencia masiva de visitantes, pero desde entonces, desde la llegada de una trocha carrozable, vienen sufriendo las secuelas de la contaminación.
- Pampacocha. Laguna de origen glaciar que se encuentra a 4075 m s. n. m., al este de la laguna de Yanaqucha, donde en una valle de forma U, se extiende de este a oeste en unos 300 m de largo por 150 m de ancho. Aquí recibe a las aguas que salen de la laguna de Yanaqucha, en un valle alto andino. Sus aguas de esta laguna se deslizan hacia el oeste hasta confluir con las aguas que salen de la laguna de Chacaqucha a 3500 m s. n. m., desde donde para formar el río Huanta.

A razón de su ubicación de esta laguna, en el año de 1954 se llegó a construir una represa y se colocó la válvula, la misma que se puso en funcionamiento el mismo año; pero un año más tarde, el 9 de diciembre, una mañana de la 6.30 se produjo la ruptura del dique construido y ocasionó daños en el cauce del río Huanta: como resultado arrasó a la comunidad de Collorpancca y al puente colonial de Huanta-Chaca que fue construido en 1771 (Cavero).
Actualmente esta laguna está completamente descuidada. A pesar de que su fondo lacustre está cubierto de lodo; su otrora dique construido con piedras y cemento, que forman grandes y anchos muros, continúan fragmentados tan similar a los vagones de un tren descarrilado. Pero a pesar de ello, esta laguna sigue depositando gran cantidad de agua. Por la que se constituye en un proyecto y una esperanza.
- Piscococha. Laguna de origen glaciar y segunda laguna de la cuenca del río Huanta que se ubica a más altura, a 4223 m s. n. m. Igual que las anteriores, se encuentra en la vertiente occidental del cerro Razuvilca. Su extensión aproximadamente es de 700 m de largo por 400 de ancho. Curiosa y pintoresca laguna, que presenta pequeñas islas debido a que desde su fondo emergen bloques de roca en un número de siete aproximadamente, razón por la que cuando uno devisa de lo lejos pareciera una laguna con muchas manchas, y seguramente por la que fue llamado con el nombre de Morococha. La presencia de rocas que sobre salen, a pesar de tener un escaño muy inclinado, demuestra un talud poco profundo, motivo por la que podemos observar plantas acuáticas en sus orillas.

No presenta ninguna mejora por su mantenimiento de parte de sus usuarios, sólo podemos notar en su bocatoma un precario dique o muro de contención construido con piedras y barro (champa), la misma que se cambia cada temporada, para aumentar o disminuir el caudal de acuerdo a la necesidad de los usuarios.
Sus aguas, debido a la configuración geográfica, deberían confluir, a 4100 m s. n. m., con los emisarios de la laguna de Pampacocha y formar parte del río Huanta; pero a escasa distancia más debajo de la misma laguna fue desviado por medio de un canal, para proyectarlo por las laderas altas de Moropampa a las partes altas de Huaracóyoc o Huaracopampa, hacia las quebradas de Huayhuas y Camcana. Es aquí, sus aguas son utilizadas para irrigar los campos de cultivo, principalmente de las comunidades de la región Quechua. Igualmente, con el afán de mejorar, en 1955 se realizó estudios en esta laguna de Piscococha a cargo del ing. Manuel Ríos Carvajal.
Gracias a su ubicación a donde aún no llega todavía una trocha carrozable, es un hábitat natural para los animales silvestres, en particular para las aves, razón por la que (2003-09) se pudo divisar cierta cantidad de patos que habitan sus aguas y un par de huachuas en las partes altas. Todo ello a que esta laguna presenta pequeñas islotes que se constituyen en refugio de las aves.